# République chypriote unie
Projet non réalisé
Entités précédentes :
- République de Chypre
- République turque de Chypre du Nord

La République chypriote unie est un projet avorté d'État fédéral proposé en 2004 dans le cadre du plan Annan afin de réunifier les deux États qui se partagent de facto l'île de Chypre : la république de Chypre et la république turque de Chypre du Nord. Cette entité aurait vu le jour si le plan avait été accepté par les deux populations de l'île, ce qui n'a pas été le cas, car il limitait à 33 % la proportion de réfugiés de 1974 pouvant rentrer en leurs foyers et impliquait le retrait de l'armée turque de l'île.

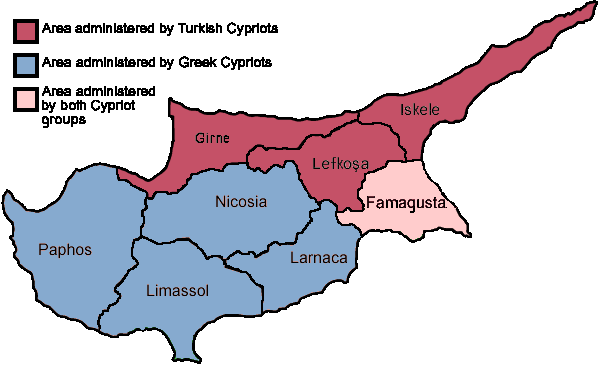
Une des nombreuses variantes de structures bi-zonales proposées pour la République chypriote unie ; dans celle-ci, l'une des 8 provinces, Famagouste, aurait été gérée paritairement, la gestion paritaire pouvant être étendue à d'autres provinces en cas de succès.

## Constitution
La RCU aurait couvert la totalité de l'île de Chypre à l'exception des deux zones restées sous souveraineté britannique ; une nouvelle constitution aurait été fédérale à deux entités autonomes, conservant les constitutions séparées de chaque État, avec une série de lois fédérales communes, et une proposition de drapeau et d'un hymne national communs. Une commission de réconciliation devait rapprocher les deux communautés et aplanir leurs divergences.
Au niveau fédéral, de nouveaux organes gouvernementaux auraient été mis en place : un Conseil présidentiel de six membres votants et trois non-votants représentant les deux communautés proportionnellement, avec un président et un vice-président, choisi par le Conseil présidentiel parmi ses membres, un de chaque communauté, alternant leurs fonctions tous les 20 mois pendant un mandat de cinq ans. Il y aurait également eu un parlement bicaméral avec une chambre haute et une chambre des députés de 48 membres, répartis entre les deux communautés dans chacune, car juridiquement, ce plan ne remettait pas en question le droit du sang, constitutionnel à Chypre, qui reconnaît les communautés grecque et turque séparément et partage entre elles les institutions de l'État, tandis que selon le droit du sol tous les Chypriotes auraient été pris en compte en tant que citoyens sans distinction de langue ou de religion, option qui n'a pas été adoptée lors de l'indépendance de l'île le 16 août 1960.  

## Rejet du plan
En raison de la limitation à 33 % du nombre de réfugiés de 1974 pouvant rentrer en leurs foyers, la population grecque de l'île a rejeté le plan Annan à 75,83 % lors d'un référendum le 24 avril 2004, alors que la population turque l'approuvait à 64,90 % car il aurait permis à la république turque de Chypre du Nord de sauvegarder l'essentiel de ses acquis tout en revenant dans la légalité internationale et en échappant à l'embargo et à la dépendance vis-à-vis d'Ankara, ; en échange, la partie turque aurait rétrocédé à la partie grecque quelques zones adjacentes à la ligne verte et aurait ouvert ses ports et aéroports au trafic international selon le protocole d'Ankara de 2005.

## Règlement progressif du différend
Dans l'optique d'une réunification de l'île, des pourparlers tripartites entre les deux communautés et l'ONU ont débuté en 2008 pour finalement échouer en 2016 et 2017,, ; toutefois, les dirigeants chypriotes grecs et turcs ne renoncent pas officiellement à « résoudre point par point les problèmes liés à la spécificité chypriote » même si le maintien des troupes turques sur l'île demeure un point d'achoppement.